# Feydhoo (Adduatollen)
Feydhoo är en ö i Maldiverna. Den ligger i den södra delen av landet. På ön finns en flygplats och bebyggelse.